# Białowąs
Białowąs [bʲaˈwɔvɔ̃s] (tiếng Đức: Balfanz)  là một ngôi làng thuộc khu hành chính của Gmina Barwice, thuộc hạt Szczecinek, West Pomeranian Voivodeship, ở phía tây bắc Ba Lan. Nó nằm khoảng 11 kilômét (7 mi) phía tây bắc Barwice, 29 km (18 mi) về phía tây bắc của Szczecinek, và 121 km (75 mi) về phía đông của thủ đô khu vực Szczecin.
Ngôi làng có dân số 400 người.